# Stollberg
Stollberg (ufficialmente Stollberg/Erzgeb., abbreviazione di Stollberg/Erzgebirge; letteralmente "Stollberg/Monti Metalliferi") è una città di 11 139 abitanti del libero stato della Sassonia, Germania.
Appartiene al circondario dei Monti Metalliferi ed è parte della Verwaltungsgemeinschaft Stollberg/Erzgebirge.
Stollberg possiede lo status di Grande città circondariale (Große Kreisstadt).

## Amministrazione

### Gemellaggi
Stollberg è gemellata con:
- Montigny-en-Gohelle
- Nördlingen
- Tamási
- Isernhagen